# Кућица за лутке
Кућица за лутке је кућа играчка, која је направљена у минијатури. Протеклог века кућице за лутке су превасходно биле власништво деце, али њихово сакупљање и израда такође је хоби за многе одрасле.
Данашње кућице за лутке потичу уназад четири стотине година до кућица за бебе из Европе, које су приказивале идеализоване ентеријере. Мање кућице за лутке с реалнијим екстеријерима појавиле су се у Европи у 18. веку. Све ране куће за лутке биле су ручно рађене, али након индустријске револуције и Другог светског рата, оне су се све више масовно производиле и постале стандардизованије и приступачније. Куће за лутке могу изгледати као једноставне кутије сложене заједно које се користе као просторије за игру, до конструкција од више милиона долара изложених у музејима. 
Савремене куће за лутке за децу праве се углавном у размери 1:18, док је однос 1:12 уобичајен за куће за лутке направљене за колекционаре за одрасле. 

## Историја
Минијатурне куће, опремљене домаћинским производима и становницима, како људима тако и животињама, прављене су већ хиљадама година. Најранији познати примери пронађени су у египатским гробницама Старог краљевства, створеним пре готово пет хиљада година. Ови дрвени модели слугу, намештаја, чамаца, стоке и кућних љубимаца смештени у пирамидама готово су сигурно направљени у религиозне сврхе. 
Најраније познате европске куће за лутке биле су кућице за бебе из 16. века, које су се састојале од ормара са полицама сачињеним од појединачних соба. Израз "беба" у кући за бебе настао је од старе енглеске речи која значи лутка. Куће за лутке из овог периода показивале су идеализовани ентеријер употпуњен детаљним намештајем и прибором. Ормарићи су рађени ручно са архитектонским детаљима, испуњени минијатурним предметима за домаћинство и били су намењени искључиво одраслима. Назив "бебе" се односио на величину кућа, а не на демографску групу којој су биле намењене. Деци су биле недопуштене, не због безбедности детета, већ због чувања куће за лутке. Такве кућице кабинети биле су трофејне колекције у власништву госпођа које су живеле у градовима Холандије, Енглеске и Немачке, које су били довољно имућне да их приуште и које су, потпуно опремљене, вределе као скромна кућа. 
Најстарију познату бебину кућу наручио је 1557-1558. војвода Албрехт V из Баварске. Имала је четири спрата, са двориштем, вртом, купатилом, собама и кухињом. Нажалост кућа је изгорела у пожару 1674. године. 
Мање кућице за лутке попут куће Тејт реалнијим екстеријерима појавиле су се у Европи у 18. веку. Нирнбершке кухиње, једна врста једнособних кућица за лутке, датирају бар из 1572. године, када су једну добили Доротеја и Ана, принцезе Саксоније, кћерке Аугуста, изабраника Саксоније, у старости од пет и десет година.
Ране европске куће за лутке биле су свака јединствена, грађена по мери од стране појединих мајстора. Појавом индустријске револуције, фабрике су започеле масовну производњу играчака, укључујући кућице за лутке и минијатуре погодне за њихово опремање. Поред тога, у 19. веку су родитељи били ближи са својом децом, заинтересованији за њихово образовање, за шта су између осталог служиле и кућице за лутке. 
Немачка је производила најцењеније куће за лутке и куће за лутке до Првог светског рата. Кућице за лутке произвођене су у Нирнбергу у Немачкој; који је од шеснаестог века сматран за град играчака. Учешће Немачке у Првом светском рату озбиљно је ометало и производњу и извоз. Појавили су се нови произвођачи у другим земљама. 
Фирма Тајни Тој из Провиденса, Род Ајланд, направила је аутентичне копије америчких старих кућа и намештаја у једнаким размерама, отприлике око 1917. године. Друге америчке компаније с почетка 20. века биле су Роџер Вилијамс Тојс, Тутситој, Шунхат, а лутке и минијатуре такође су се производиле у Јапану, углавном копирањем оригиналних немачких дизајна. 
Након Другог светског рата, куће за лутке масовно су се производиле у фабрикама знатно већег обима са мање детаљним елементима него раније. До 1950-их, типична кућица за лутке која се комерцијално продавала прављена је од обојеног лима испуњеног пластичним намештајем. Такве куће коштају довољно мало да би велика већина девојчица из развијених западних земаља које се нису бориле са обновом након Другог светског рата могла да је поседује. 

## Стандардне размере
Куће за бебе из 17. и 18. века, као и кућице за играчке из 19. и почетком 20. века, ретко су имале једноличне размере, чак и за елементе или садржај неке појединачне куће. Иако су бројни произвођачи израђивали линије минијатурног намештаја за играчке у 19. веку, ови производи нису били у строгој размери. 
Кућице за лутке за игру из већег дела 20. и 21. века су размере 1:18. Уобичајени брендови су Лундби (Шведска), Ренвал, Пласко, Маркс, Пети Принцеси Т. Кон (сви амерички) и Каролинина кућа, Бартон, Дол-Тој и Три-анг (енглески). Неколико марки користи скалу величине 1:16. 
Најчешћи стандард за одрасле колекционаре је размера 1:12. Међу одраслим колекционарима постоје и мање размере које су много чешће у Сједињеним Државама него у Британији. Размера од 1:24 била је популарна у Марксовим кућицама за лутке 1950-их, али је постала широко доступна у колекционарским кућама након 2002, отприлике у исто време када су и мање размере постале популарније, попут 1: 48 и 1: 144 или "кућа за лутке за кућу за лутке". 
Највећа уобичајена величина кућица за лутке је 1:6 што је пропорционално за Барбике, Кена, Блајт и остале лутке високе 11-12 инча, и намештај и додатну опрему јапанске фирме Ре-Мент. 

## Конструкција
У Сједињеним Државама већина кућа има отворена леђа и лепу фасаду, док у британским кућама вероватније има предњи део који се отвара како би се откриле собе. 
Дечје кућице за лутке током 20. века израђиване су од различитих материјала, укључујући метал, шпер плоче, пластику и дрво. Са изузетком Лундбија, намештај за дечје лутке у размери 1:18 најчешће је израђен од пластике. 
Савремени комплети и комплетно изграђене куће обично се израђују од шперплоче или влакнасте плоче средње густине (МДФ). 

## Као хоби
Хоби - куће за лутке има два главна фокуса: изградњу и/или куповину кућа за лутке које су направљене за или од стране одраслих ентузијаста, и сакупљање савремених, винтиџ или старинских кућа за лутке, које су првобитно оригинално израђиване за децу.  
Постоје десетине сајмова минијатура који током године одржавају разне организације и ентузијасти, где занатлије и трговци приказују и продају минијатуре. Често су семинари и радионице део сајмова. Продавнице минијатура такође одржавају часове. Љубитељи деле слике путем интернета и користе интернетске форуме, блогове и друге интернетске друштвене медије да би размењивали информације о кућицама за лутке и минијатурама. 
Данас, у већим европским градовима, постоје и малобројне продавнице где се могу набавити елементи кућица за склапање, готове кућице, намештај и разни предмети за опремање кућица. Кућице за лутке и даље служе углавном за "играње" одраслих, а за децу се производе кућице од пластичних материјала, много јефтиније, доступније и безопасније, и за децу, и за кућице. 

### Сакупљање винтиџ или старих кућица за лутке
Препознавање вредности и уживања у прикупљању винтиџ и старих кућица за лутке као хоби углавном долази због публикација двоје стручњака, Вивијен Грин (1904—2003) у Великој Британији и Флоре Гил Јакобс (1918—2006) у САД. Прва књига Вивијен Грин, Енглеске куће за лутке из 18. и 19. века, објављена је 1955; исте године у Лондону је одржана изложба кућа за лутке из неколико земаља. Прва књига Флоре Гил Јакобс „Историја кућа за лутке“, објављена је 1953. Обе колекционарке отвориле су музеје посвећене кућама за лутке, Ротунду (1962—1998.) у Оксфорду у Енглеској и Музеј кућа за лутке и играчака у Вашингтону (1975-2004), САД. 

## Значајне кућице за лутке
Кућу лутки краљице Марије дизајнирао је за краљицу Марију 1924. године сир Едвин Латјенс, водећи тадашњи архитекта, и изложена је у дворцу Виндзор. Када је први пут изложена, за седам месеци посетило је 1.6 милиона људи. Висока је око 5', садржи 16 соба, а за изградњу су биле потребне 4 године. Кућа за лутке има функционалну водоводну инсталацију и светла и напуњена је минијатурним предметима од најбољих и најмодернијих елемената тог доба. Писци попут Сир Артура Конана Дојла и Радјард Киплинга приложили су посебне књиге које су написане и увезане у размери.
Кућицу за лутке Штетхајмер изградила је у Њујорку Кери Валтер Штетхајмер између 1916. и 1935. године. Многи савремени уметници правили су минијатуре својих дела за кућу за лутке, укључујући Марсела Дишана, Алекандра Архипенка, Џорџа Белоуса, Гастона Лашеза и Маргариту Зорах.  Висока је 28"и садржи 12 соба, а сада се налази у Музеју града Њујорка. 68 минијатурних кутија за собе Торн Румс, свака са другачијом темом, дизајнирала је Нарциса Ниблек Торн, а намештај за њих створиле су занатлије 1930-их и 40-их. Оне су сада у Уметничком институту из Чикага, Уметничком музеју Феникса, и Музеју уметности у Ноксвилу, Тенеси.
Америчка кућица за лутке глумице Колин Мур названа је Вилински замак. Висока је 7', има дванаест соба, а за изградњу је било потребно 7 година, почев од 1928. године. У 2012. години, вилински дворац коштао је 7 милиона долара, а када је први пут послата на турнеју, остварила је приход од 9 милиона долара током четворогодишњег периода.  Изложена је од педесетих година 20. века у Музеју науке и индустрије у Чикагу, Илиноис  а посећује је око 1,5 милиона људи сваке године. 
Кућица за лутке Дворац Астолат инспирисан је поезијом Алфреда Тенисона о Дами језера, а изградила га је између 1974. и 1987. минијатуристица Елен Дил. Процењена је на преко милион долара 2006. године и 8,5 милиона долара 2015. године, пре свега због надоградње ентеријера и елемената.    Висока је 9', има 29 соба и изложена је у Музеју уметности округа Насау на Лонг Ајленду у Њујорку.  Вилински замак Колин Мур и дворац Астолат дизајнирани су са фиксним спољашњим зидовима како би створили тродимензионални ефекат при гледању. 
Титанијина палата изложена је у дворцу Егесков у Данској, то је минијатурни дворац који је ручно саградио Џејмс Хикс & Синови, израђивачи ирског намештаја, а који је наручио Сир Невил Вилкинсон, од 1907 до 1922. Палата је висока 4' 1", садржи 18 соба, а за изградњу је било потребно 15 година. Саграђена је у Ирској, али је Данска победила у надметању током 1978. године у лондонској аукцијској кући Сотеби. Тарина палата смештена је у музеју детињства Тарина палата, у парку у близини Енискерија, Ирска. За изградњу је било потребно 10 година, висине је 4'6 ", садржи 22 собе, а саградио га је Рон МекДонел почетком 1978. године након што није успео да осигура повратак Титанијине палате у Ирску. Опремљен је минијатурним антиквитетима. 
Остале старије и запажене куће за лутке укључују амстердамске куће из 18. века Саре Рот; једна је у музеју Франса Халса, а једна у Музеју уметности у Хагу; и кућа за лутке Петронела Ортман у Рајксмузеум у Амстердаму. Све три кућице за лутке врло детаљно приказују собу за прање (вешерницу), кухињу и спаваће собе. У Великој Британији, кућа за бебе Упарк (око 1730.) је изложена у Упарку, западни Сасекс, чији је власник Национални труст. Кућа за бебе Ностел Прајори (око 1730.) изложена је у Ностел Прајорију у Јоркширу, такође у власништву Националног труста. Кућа Тејт (1760) изложена је у Музеју детињства у Лондону, Енглеска. У Тампереу у Финској, у Мумин Музеју је Мумин кућа, створена око Мумин ликова Туве Јансон. Кућу су изградили Јансон, Тулики Пиетила и Пенти Еистола, а касније је поклонили граду Тампере. Музеј такође садржи десетине соба са Мумин ликовима, а све је направио Тулики Пиетила. Музеј кући за за лутке у Базелу, у Швајцарској, највећи је музеј ове врсте у Европи. 
У Русији је најпознатија кућа за лутке направљена за Павела Нашекина (1830-тих, сада се налази у збирци Националног музеја Пушкина). 

## Продавнице
Продавнице су новији изум наше цивилизације; све до 18. века су трговци радили из својих кућа, што се одражавало и на кућице за лутке из тог периода. Штромерова кућица, из 1639, и Баумлерова кућица, нпр. имале су полице и фиоке са робом и вагом.
У Националном музеју у Немачкој је вероватно најстарија посебна продавница, из средине 18. века - то је мала дрвена кутија са папирним степеницама до горњег спрата, са продавачицом и дрвеним производима.
У 19. веку су прављене продавнице са дамском робом, шеширима, тканинама, тракама, продавнице посуђа, цвећа, слаткиша, корпи, поврћа, затим пекаре, месаре и др.

## Галерија
- Француска кућа за лутке, 17. век
- Унутрашњост кућице са луткама, Нирнберг, Немачка, око 1650–1700.
- Илустрација лутки и кућа за лутке, Беатрикс Потер, из Приче о два лоша миша, Енглеска, 1904.
- Кућица за лутке од глине, Мауританија, 20. век
- Кућица за лутке Плејмобил, крајем 20/почетком 21. века
- Кућица за лутке, радна соба, 2015.
- Кућица за лутке, музички инструменти, 2015.
- Кућица за лутке, дечја соба, 2015.